# FC Domagnano
FC Domagnano to klub piłkarski z sanmarińskiego miasteczka Domagnano. Klub ten czterokrotnie wygrał Campionato Sammarinese oraz ośmiokrotnie Coppa Titano. Klub również trzykrotnie sięgał po Trofeo Federale.

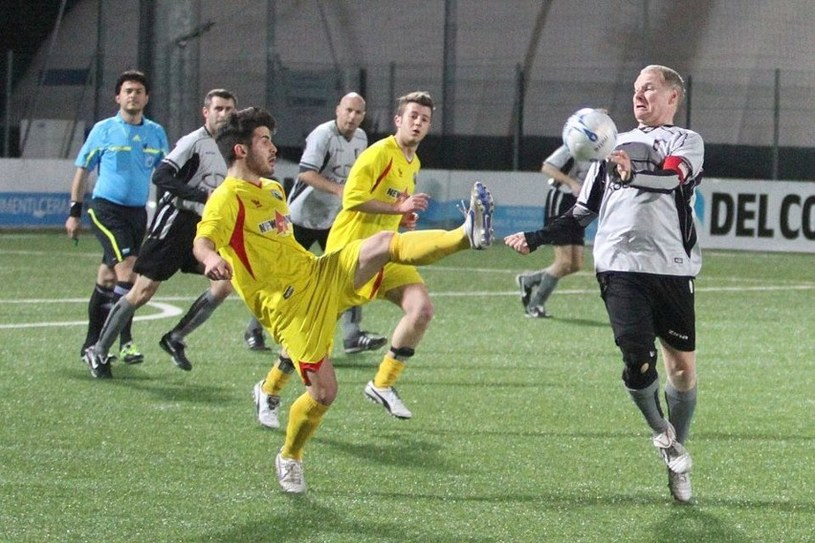
Mecz sparingowy Odlew Poznań - FC Domagnano w 2022 r.

## Europejskie puchary
Legenda do wszystkich tabel:
- Q – runda eliminacyjna, 1/16, 1/8, 1/4, 1/2 – odpowiednia faza rozgrywek, Grupa – runda grupowa, 1r gr – pierwsza runda grupowa, 2r gr – druga runda grupowa, F – finał, R – runda, PO – play-off
- k. – rzuty karne, los. – losowanie, Dogr. – dogrywka, w. – zasada bramek strzelonych na wyjeździe

| Sezon   | Rozgrywki   | Runda | Klub            | Dom | Wyjazd | Ogólnie |
| ------- | ----------- | ----- | --------------- | --- | ------ | ------- |
| 2002/03 | Puchar UEFA | Q     | Viktoria Žižkov | 0–2 | 0–3    | 0–5     |
| 2003/04 | Puchar UEFA | Q     | Torpedo Moskwa  | 0–4 | 0–5    | 0–9     |
| 2005/06 | Puchar UEFA | 1Q    | NK Domžale      | 0–5 | 0–3    | 0–8     |

## Sukcesy
- Campionato Sammarinese di Calcio: 4 (1989, 2002, 2003, 2005)
- Coppa Titano: 8 (1972, 1988, 1990, 1992, 1996, 2001, 2002, 2003)
- San Marino Federal Trophy: 3 (1990, 2001, 2004)